# Anni 800 a.C.
Gli anni 800 a.C. sono il decennio che comprende gli anni dall'809 a.C. all'800 a.C. inclusi.

## Eventi, invenzioni e scoperte
- I Greci diedero vita a un nuovo modello di città: la polis
- In India si sviluppò la religione del Brahmanesimo.

## Nati
- Amasia, re († 776 a.C.)800 a.C.
- Baudhāyana, matematico e filosofo indiano

## Morti
- Ioas, re (n. 843 a.C.)